# Сторожевая башня
Сторожевая башня — башня, служащая для осмотра, дозора и охраны окружающей территории, прототипы которой известны ещё со времён Римской империи. Использовалась прежде всего в военных целях и была широко распространена как фортификационный элемент во многих странах мира. От турели отличается тем, что представляет собой отдельно стоящую конструкцию. Основное назначение — обеспечение безопасного места на большой высоте, с которого часовые или охранники наблюдали за окружающей территорией. На сторожевых башнях могли разжигать огонь для передачи информации, в том числе и на соседние башни, создавая таким образом своеобразный канал связи, сродни примитивному телеграфу.
Сторожевые башни использовались для извещений о приближении вражеских войск, контроля за рабами на плантациях (например башня Манака-Иснага на Кубе, на которой также был колокол).

## История
Древнеримские инженеры спроектировали множество башен в качестве системы коммуникаций, одним из примеров являются башни вдоль вала Адриана в Британии. На завоёванных территориях римляне строили также множество маяков, которые могли использоваться и в качестве сторожевых башен. «Башня Геркулеса» в северной Испании сохранилась до наших дней как действующая постройка. Не менее известен маяк в Дуврском замке, который на настоящий момент уцелел примерно до половины своей первоначальной высоты.
В средневековой Европе многие замки, усадьбы или аналогичные укреплённые постройки были оборудованы сторожевыми башнями. В некоторых усадьбах западной Франции сторожевая башня, снабжённая бойницами для стрел или орудий, была одним из основных средств защиты. В спокойное время феодал мог и сам взойти на башню для осмотра своих владений с её вершины. Шотландские башни Peel tower сочетали в себе функции сторожевой башни, крепости или даже рыцарского дома, служившего резиденцией для местной знатной семьи.
В южной части Саудовской Аравии и Йемене небольшие каменные и глиняные сторожевые башни возведены в качестве элемента местных крепостей (касба) в горах нынешнего округа Асир. Кроме того, в Неджде, центральных пустынных областях Аравийского полуострова тип сторожевых башен под названием «Маргаб» использовался для обзора территории, предупреждения о приближающихся врагах.
В странах Средиземноморья, в частности в Италии, ещё со времён раннего средневековья были построены многочисленные прибрежные сторожевые башни, связанные с постоянной угрозой нападения сарацин из различных мусульманских держав, существовавших в то время (например, с территории Сицилийского эмирата или Ифрикии). Позже, начиная с XVI века, многие из них были восстановлены или перестроены для сдерживания нападений берберских пиратов.
Город-государство Гамбург в XIII веке захватил влияние над отдалённым островом в 150 километрах вниз по устью реки Эльбы, и к 1310 году там была возведена Великая башня Нойверк для защиты торговых миссий. Власти города собирали пошлину за использование торгового пути, на страже которого стояла башня.
Среди известных примеров средиземноморских сторожевых башен, — фортификации построенные госпитальерами в XVII вв. на побережье Мальты. Их размер варьировался от небольших сторожевых башен до крупных сооружений, вооружённых многочисленными пушками. Например, башни Виньякура, де Редина, и башни Ласкариса, названные в честь Великих магистров ордена, такого как Мартин де Редин, которые курировали их строительство.
На Северном Кавказе тоже было распространено использование башен в качестве сторожевых пунктов. В Чечне и в других регионах Северного Кавказа сохранились башни или целые башенные комплексы, которые использовались для оповещения о надвигавшейся опасности или в качестве оборонного пункта.

## См.также
- Каланча
- Дяолоу
- «Башня Геркулеса»
- Торре Росса